# Gustav Schwab
Gustav Benjamin Schwab (ur. 19 czerwca 1792 w Stuttgarcie, zm. 4 listopada 1850 tamże) – niemiecki pisarz, pastor i publicysta.
Studiował w seminarium na Uniwersytecie w Tybindze początkowo filologię i filozofię, a później teologię. Podczas studiów założył klub literacki i zaprzyjaźnił się bardzo z poetami Ludwigiem Uhlandem i Justinusem Kernerem.